# Sunbuliyya
Sunbuliyya (turc Sunbüliyye) fou una confraria mística sorgida dels Khalwatiyya que va sorgir i es va desenvolupar a l'Imperi Otomà a partir del final del segle xv. Fou fundada per Yusuf Sinan ibn Ali ibn Kaya Bey, de malnom Sunbul Sinan o Sunbul Efendi, nascut vers 1475 i mort el 1529.